# Star Trek: Strange New Worlds (1.ª temporada)
A primeira temporada de Star Trek: Strange New Worlds, uma série de televisão estadunidense do gênero de ficção científica, se passa no século XXIII e acompanha as aventuras da nave estelar USS Enterprise enquanto realiza missões pela galáxia uma década antes de Star Trek: The Original Series. Strange New Worlds foi criada por Akiva Goldsman, Alex Kurtzman e Jenny Lumet, sendo estrelada por Anson Mount, Ethan Peck e Rebecca Romijin como Christopher Pike, Spock e Una Chin-Riley, respectivamente. Jess Bush, Christina Chong, Celia Rose Gooding, Melissa Navia, Babs Olusanmokun e Bruce Horak completam o elenco. 
O desenvolvimento de uma série de televisão derivada de Star Trek: Discovery começou em janeiro de 2020, impulsionada em parte por vários pedidos de fãs, e ela foi oficialmente encomendada em maio com Goldsman e Henry Alonso Myers como showrunners. Os produtores escolheram retomar a estrutura narrativa episódica de The Original Series em vez de manterem a mesma abordagem serializada de Discovery. Os roteiristas e diretores se esforçaram para que cada episódio tivesse um gênero e tom diferentes uns dos outros. A equipe procurou criar cenários e figurinos ao mesmo tempo modernos e que se inspirassem em The Original Series. 
As filmagens ocorreram entre os meses de fevereiro e julho de 2021 nos estúdios da CBS em Mississauga no Canadá. Elas fizeram grande uso de um novo cenário virtual cercado por painéis de LED construído para a série, enquanto filmagens em locações ocorreram em locais ao redor da província de Ontário. Cada episódio foi dirigido por um diretor diferente. Os efeitos visuais envolveram a criação de tomadas de estabelecimento mais longas e cinemáticas do que aquelas de Discovery. A música foi composta por Nami Melumad, que criou motivos condutores para os personagens principais e fez referências à composições de The Original Series.
A temporada estreou em 5 de maio de 2022 no serviço de streaming Paramount+ e exibiu seus dez episódios semanalmente até 7 de julho. Foi estimado que sua audiência e demanda popular foram grandes, com Strange New Worlds se tornando a série de Star Trek original da Paramount+ mais assistida até então. As avaliações dos críticos foram positivas, elogiando sua narrativa episódica, elenco principal e atmosfera semelhante a The Original Series. A temporada foi indicada a vários prêmios, incluindo um Primetime Emmy Award, também aparecendo em várias listas de melhores do ano. Uma segunda temporada estreou em junho de 2023.

## Episódios
| Nº geral | Nº temp. | Título                                 | Direção              | Roteiro                                                                       | Exibição            |
| --- | -------- | -------------------------------------- | -------------------- | ----------------------------------------------------------------------------- | ------------------- |
| 1 | 1        | "Strange New Worlds"                   | Akiva Goldsman       | Roteiro: Akiva Goldsman História: Akiva Goldsman, Alex Kurtzman & Jenny Lumet | 5 de maio de 2022   |
| O capitão Christopher Pike é convocado de volta ao serviço depois da tenente-comandante Una Chin-Riley, sua primeira oficial, ter desaparecido durante uma missão de primeiro contato. Pike está relutante em voltar ao espaço e confessa ao tenente Spock, seu oficial de ciências, de uma visão que teve sobre seu futuro. Eles viajam para o planeta Kiley 279, que está em um estado similar à Terra do século XXI e à beira de uma guerra civil. O povo local fez engenharia reversa em um núcleo de dobra de uma nave estelar e criaram uma bomba. Pike e sua tripulação resgatam Chin-Riley e quebram a Ordem Geral Um da Frota Estelar, interferindo na sociedade de Kiley 279 para convencê-los a não usarem a bomba. Eles conseguem evitar repercussão por suas ações por conta da natureza secreta da missão que forneceu o núcleo de dobra à Kiley 279, mas a Frota Estelar mantém a regra e a renomeia para Primeira Diretriz. Pike decide continuar no espaço para liderar a nave estelar USS Enterprise em uma nova missão de exploração. |          |                                        |                      |                                                                               |                     |
| 2 | 2        | "Children of the Comet"                | Maja Vrvilo          | Henry Alonso Myers & Sarah Tarkoff                                            | 12 de maio de 2022  |
| A cadete Nyota Uhura é convidada para jantar com outros tripulantes nos aposentos de Pike, revelando que não sabe se permanecerá na Frota Estelar no futuro porque tinha entrado como um meio de fugir da dor da perda de seus pais. A Enterprise tenta mudar o curso de um cometa que irá cair em um planeta desolado e matar todos os seus habitantes, mas um campo de força impede isso. Uhura se junta a uma equipe que se transporta para a superfície, descobrindo que o cometa responde à música. Uma nave de um povo que se chama de "pastores" está escoltando o cometa e se posiciona entre ele e a Enterprise; eles acreditam que o cometa é um ser chamado M'hanit e um antigo árbitro de vida e morte. A Enterprise os distrai por tempo suficiente para que Spock altere seu curso. O cometa passa perto do planeta e, ao fazer isto, lança vapor de água na atmosfera que irá melhorar as condições de vida locais. Uhura decodifica uma música no cometa que indica que ele esperava essa interferência, com Pike ponderando as origens do cometa e se isto foi mais do que apenas uma coincidência. Isto também o faz considerar as vidas dos cadetes que irá salvar no futuro por meio do seu sacrifício. |          |                                        |                      |                                                                               |                     |
| 3 | 3        | "Ghosts of Illyria"                    | Leslie Hope          | Akela Cooper & Bill Wolkoff                                                   | 19 de maio de 2022  |
| A Enterprise investiga o desaparecimento de uma colônia de ilirianos, banidos da Federação dos Planetas Unidos por engenharia genética. Uma tempestade se aproxima e membros da equipe avançada voltam para a nave com um vírus que os deixam viciados em luz. Chin-Riley é imune por ser uma iliriana, algo que ela revela para que uma cura seja sintetizada a partir de seu sangue. Pike e Spock ficam presos na superfície e determinam que os colonos estavam tentando reverter suas modificações genéticas a fim de entrarem na Federação. Talvez eles tenham criado o vírus e se transformado em seres baseados em plasma. Estes seres protegem os dois da tempestade e eles voltam para Enterprise assim que todos são curados. Chin-Riley tenta se demitir, mas Pike recusa. Ela descobre que o vírus passou pelos filtros porque o oficial médico chefe doutor Joseph M'Benga está usando um transportador desatualizado. Ele está mantendo sua filha Rukiya em estase até conseguir encontrar uma cura para a doença rara que ela tem. |          |                                        |                      |                                                                               |                     |
| 4 | 4        | "Memento Mori"                         | Dan Liu              | Davy Perez & Beau DeMayo                                                      | 26 de maio de 2022  |
| A Enterprise tenta entregar filtros de ar para uma colônia, mas descobre que muitos dos colonos estão mortos. A chefe de segurança tenente La'An Noonien-Singh ajuda a evacuar os sobreviventes e reconhece a situação como uma armadilha dos gorn; ela é a única sobrevivente de um ataque gorn durante sua infância. Uma nave gorn ataca e inflige danos significativos na Enterprise. A tripulação atrai a nave gorn para a atmosfera de uma anã marrom próxima de um buraco negro, onde os sensores e escudos das duas naves são inúteis. Spock descobre um meio de rastrear a nave inimiga e destrui-la, mas outras três naves gorn aparecem. Uma é esmagada pela pressão atmosférica da anã marrom. Spock faz um elo mental com Noonien-Singh para aprender sobre o sistema de comunicação dos gorn e usa essa informação para fazer uma nave disparar contra a outra. A Enterprise então voa próxima do buraco negro e finge ter sido destruída para conseguir escapar, enganando os gorn e os fazendo ir embora. |          |                                        |                      |                                                                               |                     |
| 5 | 5        | "Spock Amok"                           | Rachel Leiterman     | Henry Alonso Myers & Robin Wasserman                                          | 2 de junho de 2022  |
| A tripulação recebe licença enquanto a Enterprise passa por reparos. Chin-Riley e Noonien-Singh prendem dois alferes que estava realizando uma caminhada espacial não autorizada como parte de um jogo jogado por subalternos chamado "Bingo da Enterprise". As duas descobrem que tem uma reputação de "onde a diversão morre" e decidem tentar jogar o jogo. O meio-humano Spock fica preocupado que sua noiva T'Pring o considere humano demais. Ele planeja passar sua licença com ela, mas Spock e Pike são convocados para ajudar a negociar com os r'ongovianos, alienígenas que estão considerando se aliar com a Federação, com os klingons ou com os romulanos. Spock discute sua situação com a enfermeira Christine Chapel e decide realizar uma cerimônia especial de elo mental com T'Pring para que assim possam melhor compreender um ao outro, mas suas mentes acidentalmente trocam de corpo. Spock tenta levar adiante o trabalho de T'Pring de convencer vulcanos que rejeitaram a lógica a retornarem, enquanto T'Pring ajuda Pike a alcançar sucesso na negociação com os r'ongovianos. M'Benga e Chapel conseguem restaurar as mentes de Spock e T'Pring de volta aos seus respectivos corpos.       |          |                                        |                      |                                                                               |                     |
| 6 | 6        | "Lift Us Where Suffering Cannot Reach" | Andi Armaganian      | Robin Wasserman & Bill Wolkoff                                                | 9 de junho de 2022  |
| A Enterprise recebe um pedido de socorro de uma nave auxiliar sob ataque de outra nave. A Enterprise resgata os tripulantes da nave auxiliar: um menino chamado de o "Primeiro Servidor", seu pai e médico Gamal e Alora, uma figura proeminente do planeta Majalis e um caso amoroso antigo de Pike. Este concorda em levá-los para Majalis. Gamal tenta forjar a morte de seu filho para impedi-lo de volta ao planeta, mas fracassa e o menino vai para Majalis com Pike e Alora para sua "cerimônia de ascensão". Pike recebe permissão de testemunhar a cerimônia, onde o corpo do Primeiro Servidor anterior é removido de uma máquina e o novo conectado em seu lugar. Pike fica horrorizado, com Alora explicando que Majalis só pode permanecer como uma sociedade semelhante a um paraíso se uma criança for sacrificada para a máquina. Uma colônia de Majalis se revoltou contra essa prática e Gamal tinha se juntado a eles para tentar salvar seu filho, com ele retornando para a colônia na esperança de salvar outros Primeiros Servidores no futuro. |          |                                        |                      |                                                                               |                     |
| 7 | 7        | "The Serene Squall"                    | Sydney Freeland      | Beau DeMayo & Sarah Tarkoff                                                   | 16 de junho de 2022 |
| A conselheira Aspen é levada pela Enterprise para uma colônia distante que está sob ataque da Serene Squall, uma nave pirata. Pike e uma equipe avançada se transportam para a Serene Squall ao mesmo tempo que os piratas invadem a Enterprise. Pike usa suas habilidades culinárias e algumas táticas de manipulação para encorajar um motim a bordo da Serene Squall, permitindo que ele e sua equipe assumam o controle da nave. Aspen revela ser Angel, a capitã da Serene Squall. Elu entra em contato com T'Pring e lhe dá um ultimato: libertar seu amante, um vulcano que T'Pring está tentando reabilitar, ou ver Spock morrer. T'Pring escolhe entregar o vulcano, mas Spock a impede ao fingir romper seu noivado por conta de um caso com Chapel. Pike e sua equipe usam códigos de acesso remoto para trancar os controles da Enterprise. Angel foge e os piratas se rendem. Spock reafirma seu amor por T'Pring e diz a Chapel que sua amizade é platônica. Ele também revela que suspeita que o amante de Angel é seu meio-irmão Sybok. |          |                                        |                      |                                                                               |                     |
| 8 | 8        | "The Elysian Kingdom"                  | Amanda Row           | Akela Cooper & Onitra Johnson                                                 | 23 de junho de 2022 |
| A Enterprise está pesquisando uma nebulosa quando seu motor de dobra falha, fazendo a tripulação apagar. M'Benga acorda e descobre que o interior da nave está decorado como a ambientação de fantasia do livro favorito de sua filha Rukiya, com a tripulação interpretando seus personagens sem saberem. O engenheiro chefe Hemmer é o único outro tripulante ciente da situação por conta de suas capacidades telepáticas, com eles descobrindo que a nebulosa tem uma consciência própria comparável a um cérebro de Boltzmann. Eles encontram Rukiya e descobrem que a nebulosa detectou sua solidão e criou a fantasia para diverti-la. Sua doença também foi curada, mas apenas enquanto ela permanecer na nebulosa. A entidade se oferece para preservar Rukiya ao convertê-la em um ser de energia, algo que M'Benga concorda. Em seguida ele tem uma visão de uma Rukiya crescida e que teve várias aventuras. A nebulosa libera e restaura a Enterprise, mas nenhum outro tripulante além de M'Benga lembra do que aconteceu. |          |                                        |                      |                                                                               |                     |
| 9 | 9        | "All Those Who Wander"                 | Christopher J. Byrne | Davy Perez                                                                    | 30 de junho de 2022 |
| A Enterprise está à caminho da Estação Espacial K-7 quando recebe uma segunda missão prioritária para investigar a desaparecida USS Peregrine. A Enterprise continua para K-7 enquanto Pike e uma equipe avançada vão para uma planeta gélido ondem encontram a Peregrine caída. Eles descobrem que um tripulante foi infectado com ovos gorn que chocaram. Crias estouram para fora de seu corpo e atacaram a tripulação. A equipe encontra apenas dois outros sobreviventes, mas um deles também foi infectado com os ovos que acabam chocando. As novas crias atacam a equipe avançada mas também lutam entre si até que apenas a cria mais forte reste. A equipe cria um plano para matar a cria usando as temperaturas frias dos controles ambientais da nave, mas não antes de Hemmer ser infectado. Ele encoraja Uhura a permanecer na Frota Estelar antes de se matar para que os gorn dentro de si morram também. Noonien-Singh pede licença para poder levar a última sobrevivente até sua família. |          |                                        |                      |                                                                               |                     |
| 10 | 10       | "A Quality of Mercy"                   | Chris Fisher         | Henry Alonso Myers & Akiva Goldsman                                           | 7 de julho de 2022  |
| Pike, durante uma missão próxima da Zona Neutra Romulana, conhece um dos futuros cadetes quem salvará com seu sacrifício. Isto o abala e ele decide enviar avisos para todos a fim de impedir que o acidente ocorra. Entretanto, ele é visitado por uma versão mais velha de si mesma vindo de um futuro em que o acidente nunca aconteceu. Este revela para Pike as consequências de sua sobrevivência: sete anos no futuro, a Enterprise encontra uma ave de rapina romulana que destrói postos da Frota Estelar. A Enterprise rastreia a ave de rapina com a ajuda da USS Farragut, comandada pelo capitão James T. Kirk, que sugere uma abordagem mais agressiva. Pike insiste em negociar e o comandante romulano concorda com um cessar-fogo, mas seu subcomandante discorda e convoca uma armada de naves romulanas. A Enterprise é danificada na batalha resultante, com Spock sendo seriamente ferido e os romulanos declarando guerra contra a Federação. Pike retorna para seu tempo e aceita que seu destino é necessário para salvar Spock e impedir uma guerra. A capitã Batel da USS Cayuga chega na Enterprise e prende Chin-Riley por ser uma iliriana geneticamente modificada.                           |          |                                        |                      |                                                                               |                     |

## Elenco
| - Anson Mount como Christopher Pike - Ethan Peck como Spock - Jess Bush como Christine Chapel - Christina Chong como La'An Noonien-Singh - Celia Rose Gooding como Nyota Uhura - Melissa Navia como Erica Ortegas - Babs Olusanmokun como Joseph M'Benga - Bruce Horak como Hemmer - Rebecca Romijn como Una Chin-Riley | - Adrian Holmes como Robert April - Dan Jeannotte como Samuel Kirk - Gia Sandhu como T'Pring - Melanie Scrofano como Batel | - Samantha Smith como a Líder de Kiley 279 - Lindy Booth como Alora - Ian Ho como o Primeiro Servidor - Husein Madhavji como Gamal - Jesse James Keitel como Angel - Paul Wesley como James T. Kirk |

## Produção

### Desenvolvimento
O produtor Alex Kurtzman se tornou o único showrunner da série de televisão Star Trek: Discovery em junho de 2018 e logo em seguida assinou um contrato de cinco anos com a CBS Television Studios com o objetivo de expandir a franquia Star Trek para novas séries, minisséries e séries de animação. O ator Anson Mount interpretou o capitão Christopher Pike na segunda temporada de Discovery e, depois de ser revelado que ele deixaria a série ao final da temporada, os fãs começaram a pedir que ele voltasse ao papel em uma série derivada que se passasse a bordo da USS Enterprise e que também tivesse os retornos de Rebecca Romijin como Una Chin-Riley e Ethan Peck como Spock. Kurtzman afirmou em janeiro de 2020 que discussões sobre uma série derivada com esses atores estavam acontecendo junto com o produtor executivo Akiva Goldsman. O serviço de streaming Paramount+ oficialmente encomendou Star Trek: Strange New Worlds em maio de 2020, com Goldsman e Henry Alonso Myers como showrunners.

### Roteiros

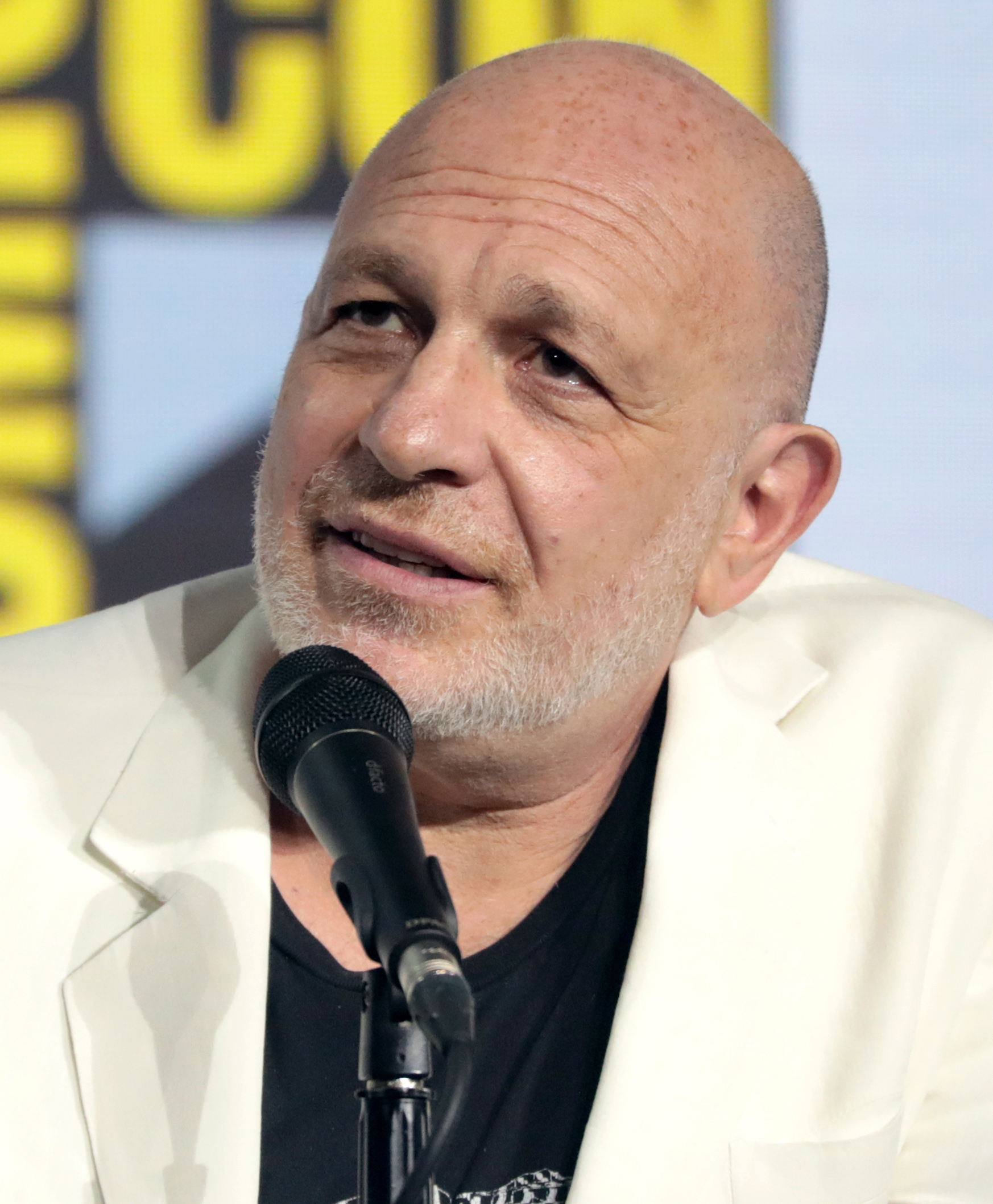
Akiva Goldsman foi co-criador de Strange New Worlds e coescreveu e dirigiu seu primeiro episódio

Myers começou a desenvolver na série em meados de março de 2020, trabalhando de casa por conta da pandemia de COVID-19. Os cocriadores Goldsman, Kurtzman e Jenny Lumet já tinham escrito o primeiro episódio quando Strange New Worlds foi anunciada oficialmente em maio, com uma sala de roteiristas já estando em andamento até julho. Histórias para os dez episódios foram estabelecidas até o final do mês. Outros roteiristas para a temporada foram Sarah Tarkoff, Akela Cooper, Bill Wolkoff, Davy Perez, Beau DeMayo, Robin Wasserman e Onitra Johnson. Kurtzman afirmou em agosto que já tinham sido capazes de "avançar bastantes nos roteiros" quando comparado com temporadas anteriores de Star Trek por a pandemia ter adiado o início da produção. Strange New Worlds tem uma estrutura mais episódica do que suas contemporâneas Discovery e Star Trek: Picard, mas ainda assim possui arcos recorrentes para os personagens. Goldsman se inspirou especialmente em Star Trek: The Original Series, enquanto Myers era mais fã de Star Trek: The Next Generation e Star Trek: Deep Space Nine. Os roteiristas queriam demonstrar o potencial completo da série ao dar um gênero e tom dramaticamente diferentes para cada episódio.
Uma das primeiras ideias de Goldsman era ter os gorn, alienígenas semelhantes a lagartos mostrados pela primeira vez no episódio "Arena" de The Original Series, como adversários recorrentes na temporada. Kurtzman ficou animado para usar efeitos visuais e fantoches modernos para deixar a espécie "vívida e assustadora" quando comparado com o "cara em uma fantasia de borracha" em "Arena". Os roteiristas discutiram modos de incorporar os gorn sem contradizer o fato de que os personagens em "Arena", que se passa aproximadamente sete anos depois, nunca tinham os visto antes. Perez explicou que o objetivo para Strange New Worlds não era "desfazer as experiências das pessoas com The Original Series, mas se nós conseguirmos, talvez nos dar uma perspectiva interessante para considerar que se alinha com as histórias originais". Perez citou especificamente a fala "Eu enfrento a criatura que os metrons chamam de gorn" dita por James T. Kirk em "Arena", explicando que "talvez Kirk nunca os tenha visto, ele até pode ser uma daquelas pessoas que ainda duvidam das histórias, ou talvez ele tenha os visto e eles não têm a mesma aparência". Alguns dos modos que a série tenta manter continuidade incluem colocar os gorn na história pregressa da nova personagem La'An Noonien-Singh, mostrar apenas suas naves e mostrar apenas crias gorn. Perez pesquisou filmes de submarinos em um esforço para replicar a atmosfera do episódio "Balance of Terror" de The Original Series no episódio "Memento Mori", enquanto "All Those Who Wander" é um episódio temático de terror inspirado nos filmes Alien, The Thing, Gremlins e Predator. Perez afirmou que Alien foi uma influência especial porque era "difícil não fazer comparações ao escrever uma 'história de terror no espaço'", com isto sendo visto particularmente pelo modo como as crias gorn crescem dentro de corpos hospedeiros e estouram deles como os xenomorfos.
Outra alteração no cânone estabelecido foi a inclusão de T'Pring, a noiva de Spock oriunda do episódio "Amok Time" de The Original Series. Myers reconheceu que os roteiristas estavam interpretando o episódio diferente do que os fãs tinham anteriormente feito com o objetivo de expandir a presença de T'Pring na vida de Spock, mas acharam que isto era necessário para explorarem um jovem Spock. Isto também permitiu que os roteiristas fizessem perguntas como "Quais são as pressões de ser vulcano? Quais são as pressões vindas de sua família? Quais são as complexidades que não conhecemos sobre um namoro vulcano?" Isto também permitiu que T'Pring fosse expandida de maneiras interessantes. Spock e T'Pring acidentalmente trocam de corpos no episódio "Spock Amok" em uma tentativa de superarem as dificuldades de seu relacionamento a distância, um episódio que teve contribuições não-creditadas de Mike McMahan, criador e showrunner de Star Trek: Lower Decks. "Lift Us Where Suffering Cannot Reach" é um episódio filosófico e alegórico que apresenta uma sociedade que prospera pelo sacrifício de crianças. Pike é forçado a considerar como crianças também sofrem dentro da Federação dos Planetas Unidos, uma ideia controversa já que a Federação geralmente é representada como uma utopia. Wolkoff reconheceu que a "maioria dos mundos da Federação são pós-escassez e não são focados no acúmulo de riqueza, mas todo mundo da Federação é perfeito deste modo? Fome e pobreza foram eliminadas? Eu não acho que sabemos disso com certeza. Já vimos colônias e mundos da Federação precisando de suprimentos e recursos. Não acho que é um salto muito grande imaginar certos membros da Federação se distanciando dos ideais que supostamente devem manter". Questões similares foram exploradas no primeiro episódio da série, "Strange New Worlds", quando imagens do ataque ao Capitólio dos Estados Unidos em 2021 foram usadas em uma montagem mostrando os eventos que levaram à Terceira Guerra Mundial na Terra.
Além do tom cômico de "Spock Amok" e do terror de "All Those Who Wander", outros gêneros explorados incluem escapismo de conto de fadas em "The Elysium Kingdom" e uma temática pirata em "The Serene Squall". Este último enfatiza a ideia de que existem áreas não mapeadas do espaço em que a Enterprise não consegue entrar em contato com a Frota Estelar. Myers explicou que um dos principais objetivos de Strange New Worlds era lembrar o público de que este período da linha do tempo da franquia é "a era de exploração", diferentemente de séries como The Next Generation em que a comunicação com a Frota Estelar é muitas vezes instantânea. "Children of the Comet" apresenta uma história pregressa trágica para Nyota Uhura, quem os roteiristas acharam que não tinha sido muito explorada apesar de sua importância na franquia Star Trek. Eles se inspiraram no passado militar de alguns dos roteiristas e acharam que seria interessante se Uhura não tivesse certeza sobre ser parte da Frota Estelar. Isto define o arco da personagem na temporada, conectando-a com o personagem de Hemmer, que se torna seu mentor. O arco de personagem de Pike para a temporada tem ele lidando com o conhecimento que irá sofrer um terrível acidente no futuro, algo que ele viu em uma visão na segunda temporada de Discovery. Esta história chega no seu ápice no último episódio da temporada, "A Quality of Mercy", quando é mostrado a Pike um futuro em que ele evita o acidente, mas Spock acaba ferido no lugar e a Federação entra em guerra contra os romulanos. O episódio combinou três grandes ideias que os roteiristas tiveram: recontar os eventos de "Balance of Terror" com o elenco de Strange New Worlds e efeitos visuais modernos, contar uma história inspirada no Fantasma de Natais Futuros de A Christmas Carol em que Pike é visitado por uma versão mais velha de si mesmo e explorar o motivo de Spock estar disposto a fazer qualquer coisa por Pike em "The Menagerie" de The Original Series. Goldsman afirmou que "A Quality of Mercy" era sobre mudar o destino de Pike de uma maldição para uma escolha, com Mount afirmando que Pike ficou mais resoluto e livre depois de decidir não alterar seu futuro.

### Seleção de elenco
Anson Mount, Ethan Peck e Rebecca Romijn estrelam a série, reprisando seus papéis de capitão Christopher Pike, oficial de ciências Spock e primeira oficial Una Chin-Riley, respectivamente, que tinham interpretado em Discovery. Também estrelam a série Jess Bush como enfermeira Christine Chapel, Christina Chong como oficial de segurança La'An Noonien-Singh, Celia Rose Gooding como cadete Nyota Uhura, Melissa Navia como timoneira Erica Ortegas, Babs Olusanmokun como doutor Joseph M'Benga e Bruce Horak como engenheiro chefe Hemmer. O elenco principal interpreta personagens de um livro de conto de fadas no episódio "The Elysian Kingdom": Olusanmokun como rei Ridley, Mount como o chorão camareiro sir Amand Rauth, Horak como o feiticeiro Caster, Chong como a dramática princesa Thalia, Gooding como a vilanesca rainha Neve, Bush como lady Audrey, Peck como o feiticeiro Pollux, Navia como sir Adya e Romijn como a caçadora Z'ymira. A princesa Thalia tem uma cachorra chamado princesa Runa, interpretado pela cachorra da própria Chong, Runa Ewok. Hemmer morre em "All Those Who Wander", mas Horak afirmou que isto não seria o fim de seu envolvimento com a série.
"Strange New Worlds" apresenta dois personagens de The Original Series que possuem papéis recorrentes nesta temporada: Gia Sandhu como T'Pring, a noiva de Spock; e Dan Jeannotte como George Samuel Kirk, o irmão de James T. Kirk, o futuro capitão da Enterprise. Sandhu substituiu Arlene Martel, quem interpretou a personagem em "Amok Time", afirmando que conseguiu desenvolver T'Pring por conta própria por causa da participação limitada dela anteriormente. Samuel Kirk aparece brevemente como um corpo morto no episódio "Operation -- Annihilate!" em The Original Series, tendo sido interpretado por William Shatner, interprete de James T. Kirk, com um bigode falso. Outro personagem recorrente apresentado no primeiro episódio foi Robert April, o primeiro capitão da Enterprise, interpretado por Adrian Holmes. April apareceu pela primeira vez no episódio "The Counter-Clock Incident" de Star Trek: The Animated Series, que o mostra como um homem branco idoso dublado por James Doohan. Além disso, a aparência de Gene Roddenberry, o criador de Star Trek, foi usada por Michael Okuda para criar uma fotografia de April no livro The Star Trek Encyclopedia de 1994. Holmes, um homem preto, foi escalado para interpretar o papel em Strange New Worlds, com Myers afirmando que ele e os outros produtores gostaram da interpretação de Holmes e acharam que ele tinha o peso necessário para preencher o papel "mítico" do personagem. Myers também achou que escolher um ator preto não seria uma mudança controversa ou reduzir a aparição do personagem em The Animated Series, também achando que o próprio Roddenberry iria para uma seleção de elenco mais progressiva caso estivesse produzindo The Original Series no século XXI em vez de na década de 1960. Tanto Okuda quanto Fred Bronson, o autor de "The Counter-Clock Incident", elogiaram a escolha de Holmes.
Foi revelado em março de 2022 que Paul Wesley iria interpretar James T. Kirk na segunda temporada, porém ele fez uma aparição surpresa no último episódio da temporada interpretando uma versão alternativa de Kirk de um futuro visitado por Pike. Wesley não queria fazer uma imitação da interpretação de Shatner. A atriz transgênero Jesse James Keitel foi escalada para interpretar a personagem não binária Aspen, uma conselheira da Frota Estelar que desenvolve uma conexão com Spock no episódio "The Serene Squall". O episódio revela que isto é uma enganação, com Keitel interpretando na verdade a pirata Angel, que é a amante de Sybok, meio-irmão de Spock. Houve certa preocupações em ter uma personagem queer como vilã por conta do histórico de tais personagens serem vilificados por sua identidade, mas Keitel achou que era "hora de deixar pessoas queer serem vilãs". Myers disse que Angel foi criada para ser uma vilã recorrente e a intenção sempre foi que ela se conectasse com Spock por seu relacionamento com Sybok, que brevemente aparece interpretado por um ator não creditado. Myers afirmou que Sybok retornaria em Strange New Worlds no futuro. Outros atores convidados para a temporada incluem Melanie Scrofano como Batel, uma capitã da Frota Estelar e uma "amiga com benefícios" de Pike; Samantha Smith como a líder de Kiley 279; Lindy Booth como Alora, uma das líderes de Majalis e um antigo caso amoroso de Pike; Ian Ho como o Primeiro Servidor, um menino de Majalis selecionado ao nascer para ser sacrificado para uma máquina que mantém o planeta um paraíso; e Husein Madhavji, o pai biológico do Primeiro Servidor que tenta salvar seu filho da máquina de Majalis.
Áudio de Sonequa Martin-Green como Michael Burnham é ouvido em "Memento Mori". Rong Fu interpreta a oficial de operações Jenna Mitchell, André Dae Kim o chefe de transporte Kyle, Jennifer Hui a alferes Christina e Alex Kapp dubla o computador da Enterprise. Sage Arrindell e Makambe Simamba interpretam Rukiya, a filha de M'Benga, como criança e adulta, respectivamente. Ava Cheung e Cameron Roberts aparecem como a jovem La'An e seu irmão Manu em flashbacks. Roderick McNeil interpreta Stonn em "The Serene Squall", enquanto Matthew MacFadzean, Mathieu Bourassa e Ali Hassan interpretam o comandante romulano, seu subcomandante e o comandante Hansen em "A Quality of Mercy". O personagem Montgomery Scott faz uma ponta neste mesmo episódio apenas em voz porque os produtores ainda não estavam prontos para escolherem um novo ator para o papel; Matthew Wolf dublou o personagem e foi creditado apenas como "Engenheiro".

### Direção de arte

Os cenários de Strange New Worlds eram maiores do que aqueles de The Original Series e decorados com móveis inspirados ou fabricados na década de 1960, incluindo os aposentos de Pike

Os trabalhos de arte começaram em agosto de 2020, com o diretor de arte Jonathan Lee liderando uma equipe de sessenta pessoas, incluindo o decorador Justin Craig. Os cenários da Enterprise em Strange New Worlds foram atualizados em relação àqueles de Discovery a fim de se alinharem melhor com The Original Series e refletir a reconstrução da Enterprise depois de ser danificada em Discovery. Os cenários foram projetados para funcionarem como uma verdadeira nave estelar, incluindo componentes móveis e monitores gráficos pré-programados que reagiam aos atores. Os cenários da engenharia, refeitório e compartimento de carga foram apenas parcialmente construídos e então aumentados com tecnologia de produção virtual. Era preciso que os cenários fossem maiores do que aqueles de The Original Series para poder acomodar as câmeras e equipes, algo que Lee aproveitou para criar cenários grandes como os aposentos de Pike. Os cenários foram mobilhados com móveis fabricados ou inspirados na década de 1960, como as cadeiras Tulipa de Eero Saarinen; The Original Series usava cadeiras Tulipa projetadas por Maurice Burke consideradas "cópias" daquelas de Saarinen. Os talheres nos aposentos de Pike foram desenhados por Arne Jacobsen e tinham aparecido anteriormente no filme 2001: A Space Odyssey. Lee também foi inspirado por Oscar Niemeyer, Carlo Scarpa e Pier Luigi Nervi.
Bernadette Croft foi a figurinista da série depois de trabalhar como assistente de Gersha Phillips, a figurinista de Discovery; as duas desenharam os figurinos do primeiro episódio de Strange New Worlds. Os uniformes da Frota Estelar foram atualizados em relação aqueles vistos em Discovery, mantendo a mesma silhueta mas aproximando-se do estilo mais casual de The Original Series. Os uniformes mantiveram as cores primárias de The Original Series (dourado para comando, azul para ciência e vermelho para operações) e têm a insígnia para cada divisão como um padrão nas mangas e ombros. Pike usa em "Spock Amok" uma túnica verde que Goldsman pediu como referência para as túnicas verdes usadas ocasionalmente por Kirk em The Original Series. A versão de Strange New Worlds tem um corte e silhueta similares aos uniformes padrão com elementos de couro nas mangas e ombros. A versão do futuro de Pike em "A Quality of Mercy" usa uma versão dos uniformes vermelhos usados nos filmes de The Original Series, mas com o mesmo tecido que os outros uniformes da série e com os padrões da Frota Estelar nas mangas e ombros. Croft e sua equipe conseguiram ter acesso a um dos figurinos usados por Shatner em Star Trek II: The Wrath of Khan como referência. O uniforme no estilo minissaia foi modificado para a versão de Uhura desse mesmo episódio para incluir um "decote lateral" no estilo de The Original Series. Os figurinistas não conseguiram acessar nenhum dos figurinos usados por Nichelle Nichols, a atriz original de Uhura, mas conseguiram acesso a uma réplica criada para o episódio "Trials and Tribble-ations" de Star Trek: Deep Space Nine. Também criaram brincos verdes de argola que eram baseados naqueles usados por Nichols.
O roteiro do primeiro episódio descrevia que as cores do vestido de casamento de T'Pring eram aquelas de um "acasalamento ritual", assim Croft se inspirou no prata e roxo dos figurinos de Spock e T'Pring em "Amok Time". A equipe de figurino criou uma versão do anel que T'Pring usa em "Amok Time", enquanto a cabelereira Yasmine Crosdale deu a Sandhu um penteado similar ao que Martel usou no episódio. "Amok Time" também inspirou os figurinos para a sequência de sonho de Spock em "Spock Amok", que prenuncia a sequência de casamento no episódio original. Sandhu, prestando homenagem ao "vestido moderno" de Martel, usou um vestido feito pela estilista Iris van Herpen que Croft descreveu como "arte vestível". O vestido foi cortado por laser e colado na malha, sendo complementado com um elaborado item para a cabeça criado especificamente para a série. Spock usou uma jaqueta de couro e brocado com uma "silheuta vulcana tradicional", enquanto os figurantes possuem figurinos com "tons de cobre, metálicos e brocados com textura rica". Ainda em "Spock Amok", Chapel usa um vestido branco e preto inspirado pela moda da década de 1960 em referência a The Original Series.

A atriz Christina Chong e sua cachorra Runa com seus figurinos para "The Elysian Kingdom"

A intenção para os figurinos do desértico povo deleb em "Children of the Comet" eram para que tivessem uma "qualidade terrosa e orgânica", com a artista têxtil Anna Pantcheva usando técnicas como tingimento frio, oxidação, lã fervida e cobrir os bordados com silicone. A construtora de efeitos de figurinos Jennifer Johnson criou chapéus plissados inspirados nos desenhos de van Herpen. Croft, para o planeta Majalis de "Lift Us Where Suffering Cannot Reach", desejava refletir sua sociedade utópica ao vestir os personagens em tons de joias com tecidos longos, fluídos e com bastante ouro e joias. O vestido cerimonial de Alora foi desenhado pela estilista Hassidrissin e tinha materiais plissados tingidos à mão com a intenção de combinar com as cores de um pôr do sol. Uma paleta escura e desaturada foi usada para os piratas de "The Serene Squall". Croft se inspirou nos "objetos encontrados, texturas sujas e arenosas e personagens picantes" do filme Mad Max: Fury Road. O elenco soube sobre os figurinos medievais "The Elysian Kingdom" meses antes das filmagens, com Navia afirmando que foi o episódio mais comentado. Ela ficou animada para interpretar um cavaleiro medieval, um papel que achou que outras séries dariam apenas para homens. Croft disse que o episódio era a realização de um sonho e elogiou os atores pelo comprometimento com seus papéis fantásticos. Um destaque para ela foi desenhar figurinos de princesa combinando para Chong e Runa, com a atriz gostando de interpretar um papel mais leve do que o normal. O figurino de rei de Olusanmokun foi inspirado pela realeza nigeriana para combinar com a origem do ator.
A Legacy Effects criou as próteses e animatrônicos para os alienígenas da série. As próteses de aenar de Horak demoravam três horas para serem aplicadas todos os dias pela manhã. O desenho original do personagem incluía lentes de contato para que Hemmer tivesse olhos brancos, mas Horak achou que elas eram dolorosas de usar e um especialista sugeriu que o ator pudesse danificar ainda mais sua visão, que já era de apenas nove por cento. Seus olhos acabaram sendo alterados digitalmente na pós-produção. Novos alienígenas foram apresentados em quase todos os episódios, incluindo os habitantes de Kiley 279 em "Strange New Worlds". Chris Bridges, o chefe de departamento de próteses, explicou que as próteses para esses alienígenas precisavam ser interessantes mas também rápidas e fáceis de aplicar já que em algumas cenas haviam mais de cem figurantes. A Legacy  criou uma "peça de testa bastante simples" em um formato "V", que cobria ao redor dos olhos e o nariz. Estênceis especiais foram feitos para cobrir as próteses para que desta forma um "trabalho de desenho colorido e texturizado" semelhante a tatuagens fosse aplicado com aerógrafos. O Pastor de "Children of the Comet" foi criado com animatrônicos e próteses para que assim apenas a boca do ator ficasse visível enquanto todo o resto da cabeça era controlado por titereiros. Animatrônicos também foram usados para criar Buckley em "All Those Who Wander", enquanto a cria gorn foi criada por meio de marionetes. Bridges afirmou que os animatrônicos e marionetes eram raros na televisão por limitações de tempo, mas Strange New Worlds demonstrou que eles eram viáveis e algo que deveria ser usado mais frequentemente. A equipe de efeitos visuais aprimorou as marionetes, removendo as hastes de controle e ajustando os movimentos quando necessário. Apenas as naves gorn são vistas em "Memento Mori" e Myers queria que elas tivessem um visual completamente diferente de quaisquer outras naves vistas em Star Trek, tendo formas e movimentos alienígenas que ele esperava que fossem mais assustadores para o público.

### Filmagens

Parte das filmagens aconteceram em um cenário virtual, com um fundo digital sendo mostrado na parede de vídeo

Goldsman, quando a série foi anunciada, não tinha certeza quando a produção começaria por conta da pandemia. Kurtzman afirmou em agosto que as filmagens aconteceriam em 2021, com a pré-produção começando no dia 24 desse mesmo mês. Ele afirmou em outubro que as filmagens seriam uma "operação sistematizada e militarizada" devido à pandemia, algo que a equipe já tinha passado em Discovery. Kurtzman elaborou que as filmagens funcionariam em "cápsulas" com o objetivo de minimizar riscos de contaminação e que elas ocorreriam com roteiros mais finalizados do que é normal para Star Trek. Uma parede de vídeo foi construída a fim de permitir uma produção visual tanto em Strange New Worlds quanto na quarta temporada de Discovery, com a tecnologia sendo baseada na StageCraft usada na série The Mandalorian. O novo cenário virtual foi construído em Toronto no Canadá pela companhia de efeitos visuais Pixomondo, tendo uma tela de LED de 270 graus de 21 por 9,1 metros e painéis de LED adicionais no teto para ajudar na iluminação. A tecnologia usa o motor de jogo Unreal Engine para mostrar em tempo real fundos gerados por computação gráfica; gravações adicionais para dar suporte para esses efeitos visuais ocorreram no Novo México nos Estados Unidos.
As filmagens começaram em 18 de fevereiro de 2021  na CBS Stages Canada em Mississauga, na província de Ontário, sob o título preliminar de Lily and Isaac. Goldsman, apesar de não se considerar um diretor visual, quis dirigir o primeiro episódio para estabelecer o tom da série porque ele estava pensando a respeito disso desde que começou a trabalhar em Discovery. Ele trabalhou com o diretor de fotografia Glen Keenan, que foi o principal diretor de fotografia da temporada depois de trabalhar na mesma função na segunda e terceira temporadas de Discovery. Keenan trabalhou em cinco episódios, enquanto Magdalena Górka cuidou dos outros cinco. Keenan trouxe de volta as lentes Anamorphic/i Special Flare da Cooke Optics que tinha usado em Discovery, também usando lentes Anamorphic/i Full Frame Plus SF construídas especialmente pela Cooke para uso em Strange New Worlds. Coincidentemente, o diretor de fotografia Philip Lanyon também escolheu usar lentes do mesmo formato para a quarta temporada de Discovery. Keenan ficou animado em ajudar a estabelecer o visual da série e se inspirou nas ferramentas e técnicas usadas em The Original Series. Seu objetivo era fazer com que a série, que é filmada em sua maior parte em cenários, parecesse orgânica ao usar iluminação no cenário onde possível. Discovery tinha um estilo de filmagem com a câmera sempre em movimento e "sendo agressivo com as câmeras girando em cada episódio", com Keenan afirmando que a abordagem para Strange New Worlds foi mais contida, com a equipe tentando não ficar no caminho dos cenários, atores e história. Este estilo permitiu que a série usasse câmeras maiores, especificamente a Arri Alexa LF. Górka se consultou com o diretor de fotografia Greig Fraser sobre produção virtual; Fraser tinha ajudado a desenvolver a tecnologia StageCraft.
As cenas iniciais do episódio "Strange New Worlds" que se passam no rancho de Pike em Montana foram gravadas ao norte de Toronto. A barba de Mount para essas cenas demorou três meses para crescer. As cenas na ponte da Enterprise foram os únicos momentos em que todo o elenco principal pode gravar junto devido às restrições da pandemia. Mount tocou música nessas horas para ajudar todos a se aproximarem. A maior parte das filmagens do primeiro episódio terminaram no início de abril, deixando apenas algumas cenas que exigiam grandes grupos de figurantes e que não puderam ser filmadas pelas limitações do número de pessoas em gravações por conta da pandemia e foram realizadas posteriormente. Os produtores encorajaram os diretores para que tentassem criar tons e visuais únicos com o objetivo de salientar a abordagem episódica de Strange New Worlds. Myers comentou que a série "algumas vezes é engraçada, algumas vezes é assustadora, algumas vezes é dramática e algumas vezes é triste". Os diretores de fotografia trabalharam com cada diretor a fim de elaborarem uma abordagem única de iluminação que combinava com seus respectivos roteiros. Um ator convidado viajou de Vancouver para Toronto no final de abril e acabou testando positivo para COVID-19. Ele tinha estado em contato com alguns membros da equipe durante testes de figurino antes do teste positivo, com essas pessoas ficando de quarentena conforme os protocolos do estúdio. As filmagens da temporada não foram impactadas pelo incidente. A diretora Maja Vrvilo, veterana de Discovery e Picard, iniciou a produção do segundo episódio em 26 de abril. O coprodutor executivo Chris Fisher afirmou que o interior do cometa M'hanit de "Children of the Comet" era o cenário virtual mais complexo da temporada, com a Pixomondo precisando animar as mudanças de luz e cores nas imagens de fundo. A superfície do cometa foi filmada em frente de um chroma key em vez de no cenário virtual por exigências de efeitos visuais e questões de cronograma.
Leslie Hope, que atuou no episódio "Wrongs Darker Than Death or Night" de Deep Space Nine, dirigiu o terceiro episódio, com o antigo parque temático Ontario Place servindo de locação para a colônia iliriana. Dan Liu dirigiu o quarto episódio, Rachel Leiterman dirigiu o quinto e Andi Armaganian dirigiu o sexto. Isto fez com que Armaganian também dirigisse um episódio Discovery ao mesmo tempo por conta das alterações relacionadas com a pandemia. As filmagens do sétimo episódio ocorreram na semana de 31 de maio com Sydney Freeland na direção, seguido por Amanda Row dirigindo o oitavo episódio na semana de 7 de junho. Christopher J. Byrne foi o diretor do nono episódio, tendo sido o primeiro diretor contratado para a temporada e escolhido especificamente por sua experiência no gênero de terror. Para a cena em que Hemmer se joga do compartimento de carga, Horak filmou o salto em frente de um chroma key e as imagens foram incluídas no fundo digital da parede de vídeo durante as filmagens. Fisher dirigiu o último episódio e a produção começou em 7 de julho. Este episódio inclui cenas de "Balance of Terror" recriadas plano por plano. Fisher e Górka também tentaram igualar o estilo de iluminação de The Original Series, o que deixou o episódio visualmente distinto apesar de apenas usar os cenários da Enterprise. As filmagens terminaram em 24 de julho, com algumas filmagens adicionais ocorrendo mais adiante no ano e terminando em 11 de outubro. Mais de cem dias foram passados filmando no cenário virtual. Esperava-se que Jonathan Frakes, diretor recorrente da franquia, dirigisse um dos episódios da temporada, mas isto não ocorreu por causa da pandemia.

### Efeitos visuais
O supervisor de efeitos visuais Jason Zimmerman afirmou que houve uma instrução clara de Kurtzman, Goldsman e Myers sobre como os efeitos de Strange New Worlds deveriam ser, alinhando-se com o estilo "tecnologia retrô" dos desenhos de Lee. Esta abordagem significou que a série teve menos tomadas de efeitos visuais do que Discovery e trabalhos menos complexos que se focavam em tomadas cinemáticas de estabelecimento. Zimmerman se inspirou na maneira como The Original Series abordava planos de naves estelares, algo que ele queria fazer já que os fãs tinham reclamado sobre os planos curtos e complicados de Discovery. A Pixomondo, além de trabalhar nos efeitos de produção visual da durante a pré-produção e filmagens da temporada, também realizou "trabalhos de retoque pós-gravação" para remover as emendas entre as telas da parede de vídeo e o teto, mais efeitos visuais tradicionais como extensões de cenários que não eram cobertos pela parede de vídeo. Outras empresas que trabalharam nos efeitos visuais da série incluem a Crafty Apes VFX e Ghost VFX. A Crafty Apes desenvolveu o visual dos efeitos de transporte, sendo instruída a criar um estilo clássico que fosse tanto moderno quanto divertido. A companhia pesquisou como o efeito foi criado em The Original Series e também como ele foi aprimorado para a versão remasterizada da série.

### Música

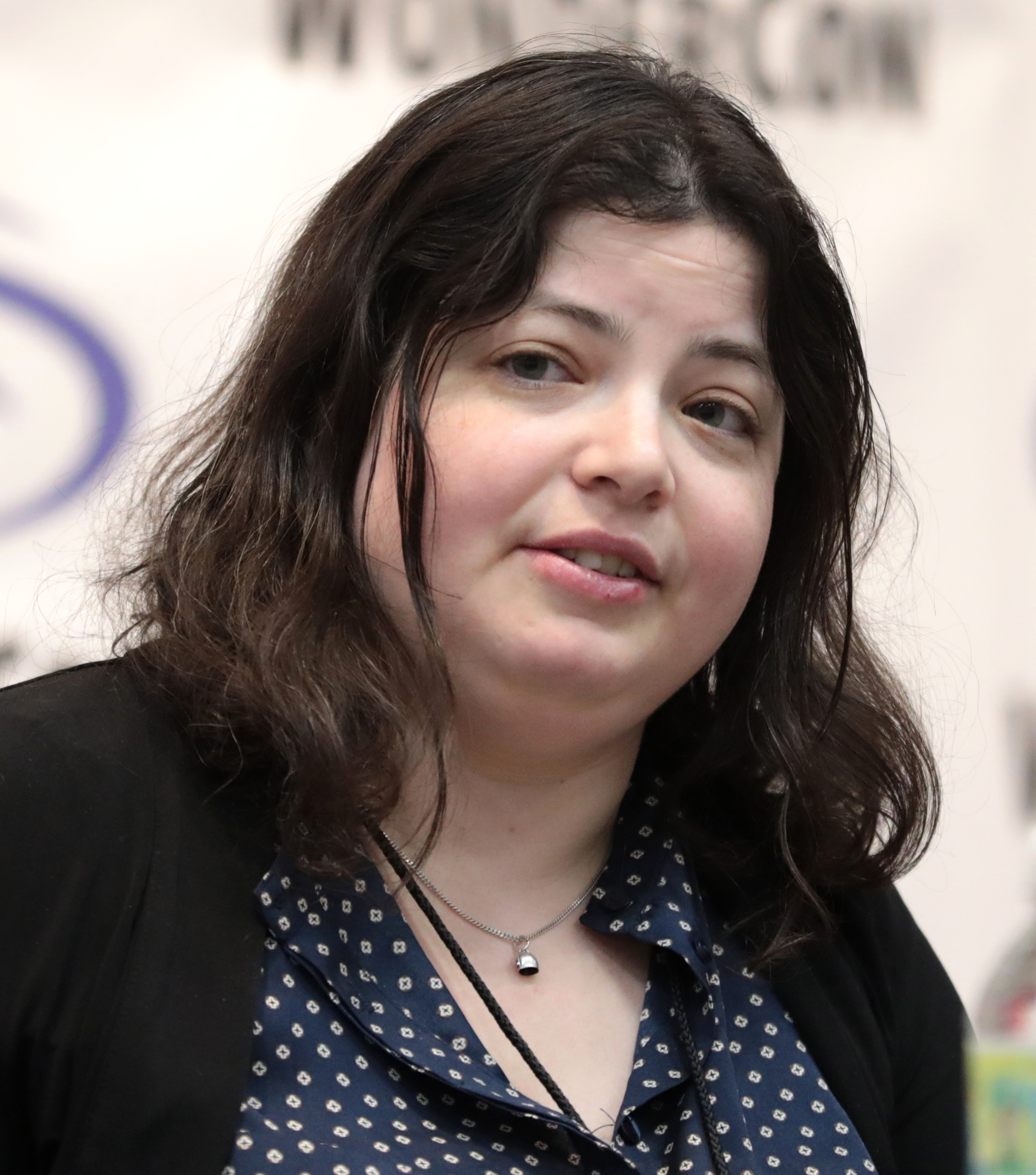
A compositora Nami Melumad compôs a música da primeira temporada de Strange New Worlds

A trilha sonora de Strange New Worlds foi composta por Nami Melumad, que antes trabalhou em Star Trek: Short Treks e Star Trek: Prodigy. Ela foi a primeira mulher a compor música para a franquia Star Trek. Melumad queria que sua trilha se encaixasse com The Original Series, que ela afirmou que tinha "um estilo mais ativo, um estilo mais dramático", abordando cada episódio como se fosse um filme. O primeiro episódio que trabalhou foi "Children of the Comet", pois Gooding e Peck precisavam cantar durante as gravações. A compositora escreveu uma melodia para o cometa que depois arranjou em diferentes versões. Melumad conseguiu desenvolver motivos condutores para os personagens principais, incluindo Pike, Spock, Chin-Riley, Uhura e M'Benga. Também escreveu um tema de amor para Spock e T'Pring, algo que ela achou incomum pela falta de emoção demonstrada pelos dois personagens. Ela incluiu um teremim para a música nas cenas dos dois. Myers e Goldsman pediram para que o início do primeiro episódio tivesse uma música fria diferente de outros projetos de Star Trek com o objetivo de destacar o estado mental de Pike. Melumad acabou usando um piano e o contrastou com o tema de Pike ao final do episódio que "incorpora esperança e aceitação".
Melumad reutilizou a música de combate composta por Gerald Fried para "Amok Time" durante a sequência de sonho de Spock em "Spock Amok", também usando em "A Quality of Mercy" o tema romulano composto por Fred Steiner para "Balance of Terror". Jeff Russo compôs o tema principal da série, um rearranjo do tema original de Star Trek composto por Alexander Courage. Melumad gravou sua música durante vários meses no Eastwood Scoring Stage nos estúdios da Warner Bros. na Califórnia. Uma orquestra de mais de trinta músicos foi usada, próxima do número que era normalmente usado em The Next Generation mas menor do que aquelas de Discovery e Picard, com as gravações tendo ocorrido sob protocolos de COVID-19. Um álbum com o tema de Russo e faixas selecionadas da música de Melumad foi lançado pela gravadora Lakeshore Records em 28 de abril de 2023.

## Lançamento

### Divulgação
Kurtzman divulgou a série durante um painel virtual sobre a franquia em julho de 2020 na San Diego Comic-Con, com Mount, Romijn e Peck participando de uma leitura do roteiro do último episódio da segunda temporada de Discovery e também comentando um pouco sobre Strange New Worlds. A CBS All Access realizou em 8 de setembro um evento de 24 horas para celebrar o aniversário de 54 anos de The Original Series, incluindo uma maratona de episódios da franquia com painéis sobre as várias séries. Estes incluíram o primeiro painel de Strange New Worlds, em que Mount, Romijn, Peck, Goldsman, Myers, Cooper e Perez discutiram a nova série e sua abordagem no desenvolvimento. Mount e Peck apareceram como Pike e Spock em fevereiro de 2021 em um comercial transmitido durante o Super Bowl LV divulgando a recém renomeada Paramount+. Um vídeo apresentando o elenco principal e seus respectivos personagens foi exibido em setembro de 2021 para a celebração dos 55 anos de The Original Series.
Elenco e equipe divulgaram a série em fevereiro de 2022 em um evento da Associação de Críticos de Televisão, onde o primeiro pôster foi revelado. Um teaser trailer foi exibido no mesmo mês durante uma chamada de investidores da Paramount. A empresa fez com que vários posts de mídias sociais fossem derrubados por compartilharem imagens do trailer. O primeiro trailer foi revelado oficialmente em março. Vídeos promocionais para os personagens principais foram lançados durante a semana de 28 de março: os de Uhura e La'An foram disponibilizados no dia 29, Ortegas e Hemmer no dia 30, M'Benga e Chapel no dia 31, Spock e Chin-Riley em 1º de abril e Pike em 2 de abril. Um trailer completo e pôster final foram lançados em 3 de abril, com uma versão do trailer sendo exibida no mesmo dia no intervalo do Grammy Awards de 2022. Isto iniciou uma semana de celebrações para o "Dia do Primeiro Contato", feriado ficcional do universo Star Trek em 5 de abril que marca o primeiro contato entre humanos e alienígenas.
Um painel ocorreu ainda em abril na convenção Star Trek: Mission Chicago, com elenco e equipe falando sobre a primeira temporada e exibindo um clipe do primeiro episódio. Fãs na convenção puderam comprar em pré-venda botas da Frota Estelar, em cinza ou preto, desenhadas por John Fluevog. Estas botas ficaram disponíveis para venda geral em lojas de Fluevog meses depois. Também houve uma exibição de objetos de cena e figurinos da série na Mission Chicago, com estes itens sendo depois transferidos para uma exibição maior no Centro Paley para Mídia em Nova Iorque chamada "O Universo Visionário de Star Trek: Strange New Worlds", que durou de 27 de abril a 29 de maio. A primeira exibição pública dos dois primeiros episódios ocorreu no Centro Paley em 1º de maio, um dia depois de uma festa de estreia. A Star Trek Wines anunciou em agosto um novo vinho 2221 Chateau Picard baseado em uma garrafa vista no episódio "Children of the Comet", com o vinho em si tendo sido criado em Bordeaux na França.

### Transmissão
A primeira temporada de Strange New Worlds estreou nos Estados Unidos, América Latina, Austrália e países nórdicos no serviço de streaming Paramount+ em 5 de maio de 2022, com seus dez episódios sendo transmitidos semanalmente até 7 de julho. Foi lançada no Canadá pela Bell Media, sendo transmitido no canal CTV Sci-Fi Channel antes de ficar disponível no serviço de streaming Crave. Na Nova Zelândia foi transmitida pelo canal TVNZ, enquanto na Índia foi disponibilizada pelo serviço de streaming Voot. Em outros países a foi lançada à medida que a Paramount+ ou SkyShowtime, uma combinação da Paramount+ com a Peacock na Europa, foram ficando disponível. Toda a temporada foi disponibilizada gratuitamente no YouTube pela Paramount+ em maio de 2023 em antecipação para a estreia da segunda temporada. Todo conteúdo de Star Trek foi removido do Crave em agosto de 2023 e Strange New Worlds foi transferido para a Paramount+ do Canadá. A série mesmo assim continuou a ser exibida no CTV Sci-Fi Channel e permaneceu disponível na CTV.ca e no aplicativo da CTV. Os primeiros dois episódios da temporada foram transmitidos nos Estados Unidos pela CBS em 8 de setembro de 2023, parte da celebração do aniversário de Star Trek. Foi a primeira vez que Strange New Worlds foi transmitido na televisão aberta.

### Mídia caseira
A temporada foi lançada nos formatos DVD, Blu-ray e steelbook limitado em 20 de março de 2023 no Reino Unido, 21 de março nos Estados Unidos e 29 de março na Austrália. Estes lançamentos continham mais de uma hora e meia de materiais extras, incluindo cenas deletadas, erros de gravação, uma faixa de comentários em áudio para "Strange New Worlds" com Goldsman e Mount e documentários sobre a produção da temporada, a direção de arte, uso da tecnologia de produção virtual e a interpretação de Mount.

## Repercussão

### Audiência
Segundo a Whip Media, Strange New Worlds foi a segunda série nova mais antecipada para maio de 2022, atrás apenas de Obi-Wan Kenobi. A revista Variety escolheu a série como de suas quarenta mais antecipadas para 2022. A Whip Media colocou Strange New Worlds entre as dez séries de streaming mais assistidas nos Estados Unidos durante todas as semanas em que episódios novos foram lançados, com exceção da primeira. A Parrot Analytics determina "expressões de demanda" do público a partir de vários dados, com a empresa calculando que Strange New Worlds foi o vigésimo sexto programa de maior demanda nos Estados Unidos para a semana que terminou em 6 de maio. Em seguida teve um aumento de expressão de demanda de 92,4 por cento, depois ficando como a terceira série de maior demanda atrás apenas de Stranger Things e The Mandalorian. A Parrot afirmou que Strange New Worlds estava com uma demanda 35,1 vezes maior do que a média para séries de streaming nos Estados Unidos. Permaneceu na lista das dez mais assistidas da Parrot até uma semana depois da exibição de seu último episódio, tendo estreado em quinto na lista mensal para maio, com 30,9 vezes mais demanda do que a média. A única outra série da Paramount+ na lista desse mês foi a segunda temporada de Picard em nono. A Paramount+ afirmou em agosto que Strange New Worlds foi a série original de Star Trek mais assistida no serviço em seus primeiros noventa dias, sendo a segunda série mais assistida no geral no Reino Unido.

### Crítica
A primeira temporada tem uma aprovação de 99 por cento no agregador de resenhas Rotten Tomatoes, com uma nota média de 8,1/10 a partir de 84 resenhas. O consenso é: "Strange New Worlds percorre território familiar com efeito refrescante, sua estrutura episódica e elenco comovente recapturam o sentimento de descoberta sem limites que definiu as raízes da franquia". Já no agregador Metacritic, a nota média da temporada é 76/100 a partir de catorze resenhas, indicando críticas "geralmente favoráveis".

### Prêmios
A temporada recebeu o Selo Ruderman de Representação Autêntica entregue pela Fundação da Família Ruderman pela inclusão de Horak no elenco principal, um ator legalmente cego. Mount foi escolhido como uma menção honrosa para "Intérprete da Semana" da TVLine por sua performance no episódio "A Quality of Mercy", que foi descrita pela publicação como "além do esperado". O ator também foi depois incluído na lista de melhores atuações televisivas de 2022 pela Vulture.
Alan Sepinwall da Rolling Stone nomeou Strange New Worlds como uma das quinze melhores séries da primeira metade de 2022, com o Gizmodo também a incluindo em sua lista de melhor "televisão de gênero" para o mesmo período do ano. Zosha Millman da Polygon escolheu Strange New Worlds em agosto como uma das melhores séries de 2022 até então, assim como Justin Kirkland e Adrienne Westenfeld da Esquire. A série apareceu no final do ano em várias listas de melhores séries de 2022, incluindo quarta na do Houston Chronicle, quarta da Vulture, sexta da Newsday, sétima da Esquire, sétima da Film School Rejects, oitava da Superhero Hype!, décima primeira da Rolling Stone e décima sexta da Paste. Além disso, também apareceu nas listas não numeradas da Gizmodo, Los Angeles Times e Nerdist.
| Ano  | Prêmio                                      | Categoria                                                                           | Indicados | Resultado | Ref             |
| ---- | ------------------------------------------- | ----------------------------------------------------------------------------------- | --- | --------- | --------------- |
| 2022 | Dragon Awards                               | Melhor Série de Televisão de Ficção ou Fantasia                                     | Star Trek: Strange New Worlds | Indicado  | [ 180 ]         |
| 2022 | Hollywood Critics Association TV Awards     | Prêmio de Legado                                                                    | Star Trek: Strange New Worlds | Venceu    | [ 181 ]         |
| 2022 | Hollywood Critics Association TV Awards     | Melhor Série de Streaming, Drama                                                    | Star Trek: Strange New Worlds | Indicado  | [ 182 ]         |
| 2022 | Primetime Creative Arts Emmy Awards         | Melhor Edição de Som para uma Série de Drama ou Comédia (Uma Hora)                  | Matthew E. Taylor, Michael Schapiro, Kip Smedley, Clay Weber, John Sanacore, David Barbee, Matt Decker, Alyson Dee Moore, Rick Owens e Chris Moriana (por "Memento Mori") | Indicado  | [ 183 ]         |
| 2022 | Saturn Awards                               | Melhor Série de Ficção Científica (Streaming)                                       | Star Trek: Strange New Worlds | Venceu    | [ 184 ] [ 185 ] |
| 2022 | Saturn Awards                               | Melhor Ator em uma Série de Streaming                                               | Anson Mount | Indicado  | [ 184 ] [ 185 ] |
| 2022 | Saturn Awards                               | Melhor Ator Coadjuvante em uma Série de Streaming                                   | Ethan Peck | Indicado  | [ 184 ] [ 185 ] |
| 2022 | Saturn Awards                               | Melhor Atriz Coadjuvante em uma Série de Streaming                                  | Jess Bush | Indicado  | [ 184 ] [ 185 ] |
| 2023 | Australian Production Design Guild Awards   | Prêmio de Arte Conceitual                                                           | Daniel J Burns e Jonathan Lee | Indicado  | [ 186 ]         |
| 2023 | Canadian Society of Cinematographers Awards | Cinematografia de Série Dramática – Comercial                                       | Glen Keenan (por "All Those Who Wander") | Indicado  | [ 187 ]         |
| 2023 | Critics' Choice Super Awards                | Melhor Série, Série Limitada ou Telefilme de Ficção Científica/Fantasia             | Star Trek: Strange New Worlds | Indicado  | [ 188 ]         |
| 2023 | Critics' Choice Super Awards                | Melhor Ator em uma Série, Série Limitada ou Telefilme de Ficção Científica/Fantasia | Anson Mount | Indicado  | [ 188 ]         |
| 2023 | Golden Trailer Awards                       | Melhor TrailerByte de Comédia/Drama para uma Série de Televisão/Streaming           | "Windows to the Worlds Social Video" | Indicado  | [ 189 ]         |
| 2023 | ICG Publicists Awards                       | Prêmio Maxwell Weinberg para Campanha Publicitária de Televisão                     | Star Trek: Strange New Worlds | Indicado  | [ 190 ]         |
| 2023 | Society of Composers & Lyricists            | Prêmio David Raksin para Talento em Ascensão                                        | Nami Melumad | Venceu    | [ 191 ]         |